# العزلة (المخادر)

تعديل مصدري - تعديل

العزلة هي إحدى قرى عزلة بني سرحة بمديرية المخادر التابعة لمحافظة إب، بلغ تعداد سكانها 875 نسمة حسب تعداد اليمن لعام 2004.